# Takehana Tomoya
Tomoya Takehana (sinh ngày 22 tháng 7 năm 1974) là một cầu thủ bóng đá người Nhật Bản.

## Sự nghiệp câu lạc bộ
Tomoya Takehana đã từng chơi cho Cerezo Osaka.